# Horne (Faaborg-Midtfyn)
Pour les articles homonymes, voir Horne.
Horne est une localité du Danemark située dans la commune de Faaborg-Midtfyn, dans la région du Danemark du Sud.
Sa population est estimée à 844 habitants en 2021.